# Stefan Diestelmann

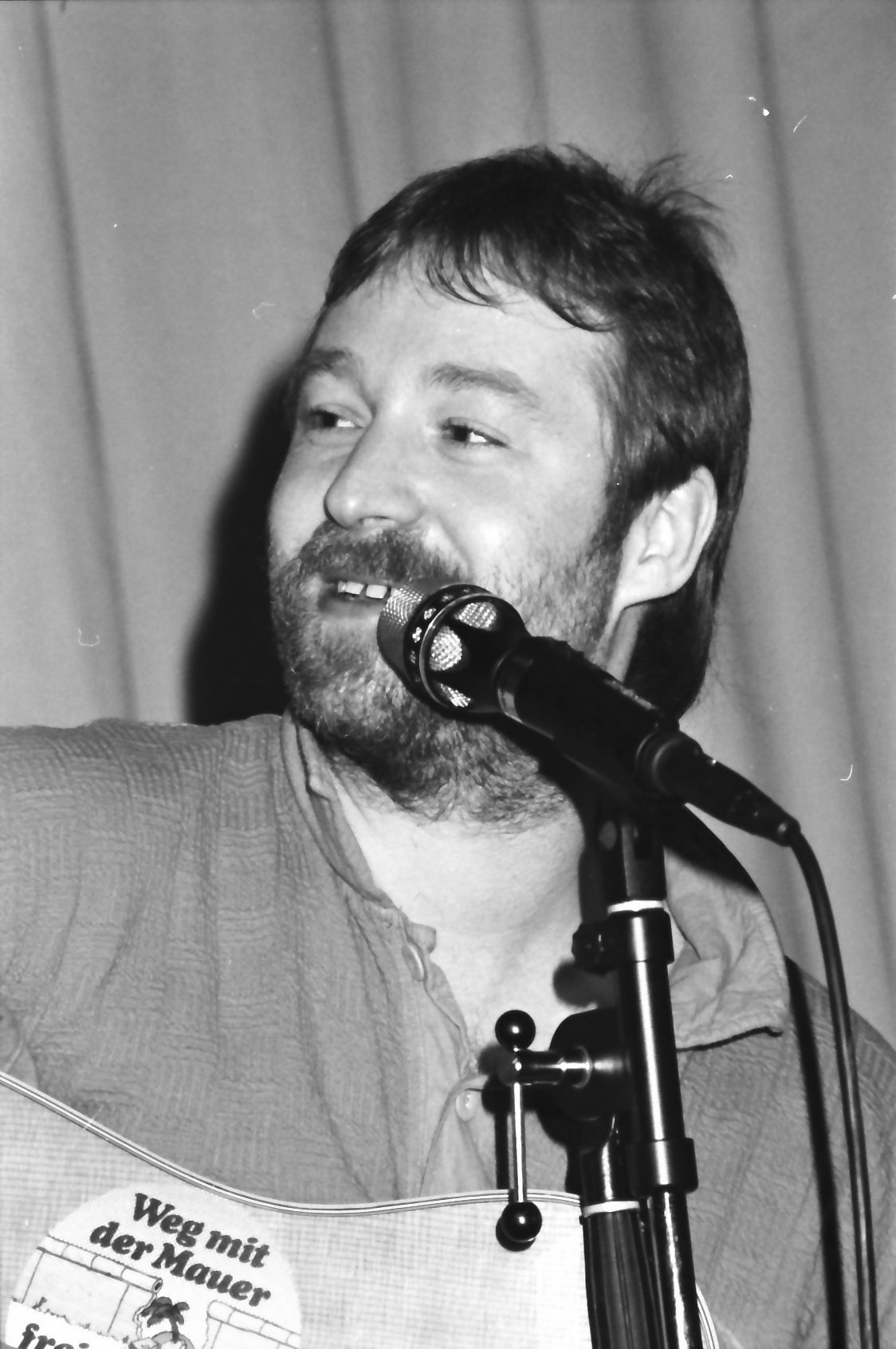
Stefan Diestelmann bei einem Konzert am 27. Mai 1985 im Cafe Giesing, München

Stefan Diestelmann (* 29. Januar 1949 in München; † 27. März 2007 in Tutzing) war ein Sänger, Gitarrist, Mundharmonikaspieler, Textautor, Komponist und Filmproduzent. Von 1961 bis 1984 lebte er in der DDR. Seine jahrelange praktische Erfahrung, die intensive Beschäftigung mit den Ausdrucksformen im Blues und Jazz und die gemeinsamen Auftritte mit Bluesmusikern wie Louisiana Red, Memphis Slim, Alexis Korner und Phil Wiggins machten ihn zu einem versierten Bluesmusiker.

## Leben
Stefan Diestelmann kam 1949 als Sohn des Schauspielerehepaares Hildegard und Jochen Diestelmann zur Welt. Er beschäftigte sich schon frühzeitig mit dem Blues und brachte sich seine Fähigkeiten autodidaktisch bei. 1961 siedelte er auf Wunsch der Eltern, die beide für die DEFA arbeiteten, zusammen mit ihnen in die DDR um. Als Zwölfjähriger erhielt er von seinen Eltern die erste Gitarre geschenkt und begann zu spielen, sammelte Schallplatten und studierte Literatur über das Leben und Wirken afroamerikanischer Bluesinterpreten. Seine ersten Auftritte hatte Stefan Diestelmann bei den Teddys. Danach spielte er in verschiedenen Amateurbands, bis ihn 1975 Axel Stammberger in dessen Band Vai hu holte. Seiner Neigung zu authentischem, urwüchsigem Blues konnte er jedoch bei Stammberger nicht entsprechen. So gründete er im Mai 1977, nach einem kurzen Zwischenspiel bei der Bluesband Engerling, seine eigene Band. Zur Gründungsbesetzung der Stefan Diestelmann Folk Blues Band gehörten:
- Stefan Diestelmann (Gitarre, Gesang, Mundharmonika)
- Dietrich Petzold (Violine, Perkussion)
- Rüdiger Phillipp (Bass)
- Bernd Kleinow (Mundharmonika).

Dietrich Petzold hatte sein Handwerk bei Klaus Lenz und Uschi Brüning erlernt, bevor er mit Diestelmann zusammen spielte. Rüdiger Phillipp kam ebenfalls von Uschi Brüning zunächst zu Vai hu. Obwohl sich die Stefan Diestelmann Folk Blues Band durch ihre betonte Anlehnung an die afroamerikanischen Bluesmusiker (T-Bone Walker, Muddy Waters, B. B. King) und stilistisch (zum Beispiel durch den Verzicht auf ein Schlagzeug) deutlich von anderen Bands wie Engerling, Monokel oder Freygang unterschied, fand sie in der Blueserszene der DDR großen Anklang. Die Nähe zum Publikum und seine Texte brachten Stefan Diestelmann zunehmend den Unmut der DDR-Staatsmacht ein und führte in einigen DDR-Bezirken zu Auftrittsverboten. Bereits am 5. März 1967 war Stefan Diestelmann wegen „Staatsverleumdung“ und sogenannter „Vorbereitung einer Republikflucht“ zu einer Bewährungsstrafe verurteilt worden. Seine Texte (Der Alte und die Kneipe oder Hof vom Prenzlauer Berg) spiegelten den Alltag wider und erzählten von verfallenen Häusern, dem Kohlenmann, Kneipen und Besoffenen, und passten nicht in das offizielle Bild der DDR.
Anfang Oktober 1977 trat er auch im Rahmen eines Jugendgottesdienstes der oppositionellen „Offenen Arbeit“ um Pfarrer Christoph Wonneberger in der Dresdner Weinbergsgemeinde sowie 1980 gemeinsam mit „Holly“ Holwas bei der Blues-Messe in der Ost-Berliner Auferstehungskirche auf.
Dennoch erhielt Stefan Diestelmann die Möglichkeit zu Rundfunkproduktionen, Auslandsgastspielen und Auftrittsmöglichkeiten bei offiziellen Veranstaltungen, beispielsweise im Berliner Palast der Republik, wo er am 25. Mai 1978 gemeinsam mit Memphis Slim auf der Bühne stand. 1978 erschien bei Amiga seine erste LP, auf der als Gäste Wolfgang Fiedler und Volker Schlott von der Jazz-Rock-Band Fusion zu hören sind. Ein Jahr später trat er in Der Mann aus Colorado 2 erstmals im DDR-Fernsehen auf, und 1981 spielte Diestelmann an der Seite von Dean Reed im DEFA-Film Sing, Cowboy, sing einen Barkeeper. 

### Leben in der Bundesrepublik
1984 erhielt Stefan Diestelmann, allerdings ohne die Band, die Möglichkeit, in Hildesheim in der Bundesrepublik Deutschland aufzutreten. Von diesem Konzert kehrte der „Blueskönig der DDR“ nicht mehr in die DDR zurück. Seine dritte LP war 1984 bereits im Werk Potsdam-Babelsberg (ehem. Tempo-Schallplatten-Werk) gepresst, wurde aber auf Anweisung der Funktionäre wieder zerstört. Einige Exemplare "überlebten" dank der dortigen Mitarbeiter und gelten bis heute als Rarität innerhalb der Sammler-Szene.

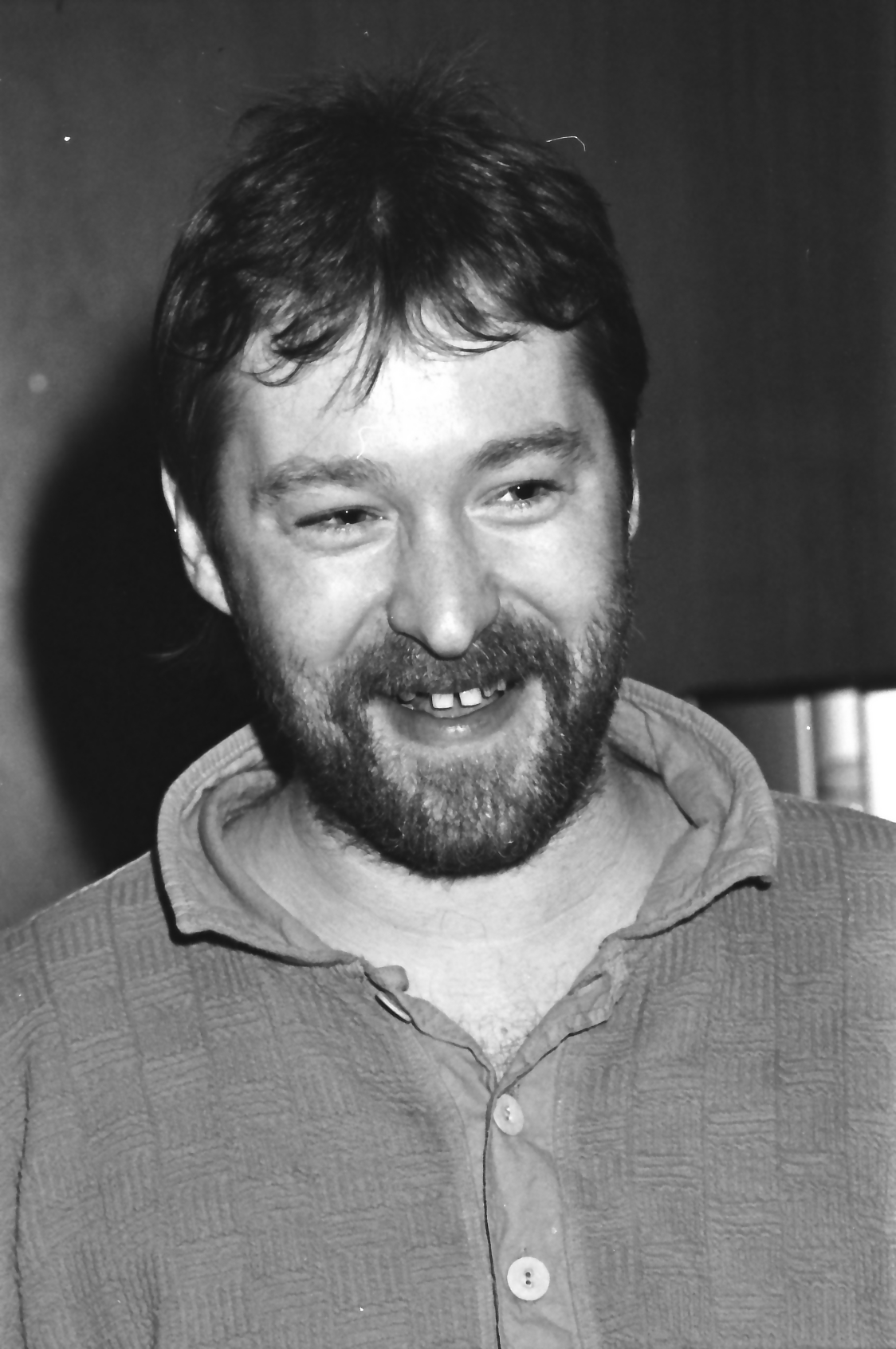
Stefan Diestelmann

Er lebte seitdem am Ammersee in Bayern. In der Bundesrepublik konnte er nicht an seine Erfolge in der DDR anknüpfen. Etwa Mitte der 1990er Jahre beendete er zunächst seine musikalische Laufbahn, machte aber 1999 mit den Duomusikern Blues Rudy (Gitarre, Drums), aus Wittenberg, und Igor Flach (Harp), aus Berlin, eine Art Abschiedstournee durch den Osten Deutschlands. Zuvor hatte Diestelmann die Firma Diestelfilm gegründet. Diestelfilm produzierte Präsentations- und Dokumentarfilme.
Diestelmann starb 2007. Sein Tod wurde erst Ende 2011 durch einen Artikel des Journalisten Steffen Könau bekannt. Könau setzte seine Recherchen zu Diestelmann fort und machte im Juli 2016 öffentlich, dass das Ministerium für Staatssicherheit der DDR den Musiker jahrelang mittels sogenannter Operativer Personenkontrolle „Diestel“ unter der Registriernummer XV 7032/81 ausgespäht hatte.

## Diskografie

### Alben
- 1978: Stefan Diestelmann Folk Blues Band (Amiga)
- 1980: Hofmusik (Amiga)
- 1984: Folk, Blues & Boogie (Amiga, nur kurz als MC im Handel)
- 1985: Live (Jupiter Records)
- 1990: Rückblick
- 1990: Stefan Diestelmann & Roykey Wydh – Auf ein Wort
- 1990: Folk, Blues & Boogie (Wiederveröffentlichung des 1984er Albums)
- 1992: Ammersee – Impressionen eines Tages
- 1994: Mylights
- 1996: Folk, Blues, Best
- 2017: The Real Blues (Recorded 1987 / 1979)

## Filmmusik
- 1979: Schatzsucher (Regie: Bernhard Stephan)
- 1980: Platz oder Sieg? (Regie: Claus Dobberke)
- 1981: Jugend-Zeit zu zweit (Regie: Roland Steiner; Dokumentarfilm)
- 1982: Und alles durch die Liebe (Regie: César Olhagaray; Animationsfilm)